# Aiguade Vauban
L’aiguade Vauban, aussi appelée Belle Fontaine, est une citerne située à Le Palais, en France.

## Localisation
L'aiguade est située sur la côte nord de Belle-île, juste à l'est du corps de garde de Fort Larron, à environ 2 km à vol d'oiseau au sud-est du centre-bourg du Palais.

## Historique
Vauban est probablement à l'origine de la construction de ce bâtiment au XVIIe siècle. Cette citerne fortifiée était alors dédiée au ravitaillement en eau douce de la flotte française.
L'aiguade, avec sa terrasse et sa digue, fait l'objet d'un classement au titre des monuments historiques par l'arrêté du 13 septembre 1990.

## Architecture
Construite en moellons, l'aiguade est un édifice de plan rectangulaire d'environ 25 × 11 m, dont le toit, à deux pentes, est couvert de terre et végétalisé. Le réservoir lui-même est une grande salle voûtée pouvant contenir environ  900 m3 d'eau.

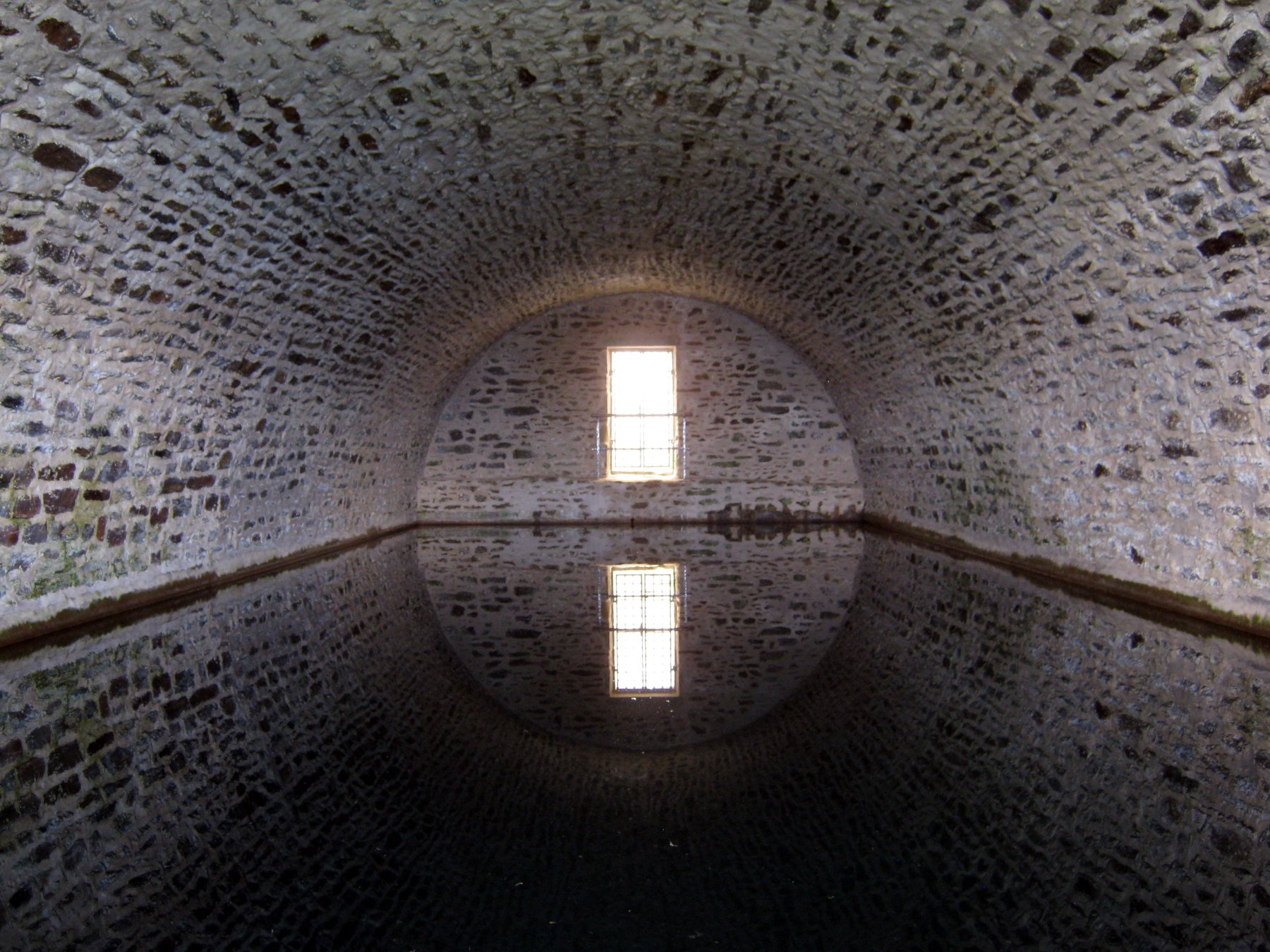
Intérieur de la structure après restauration.

La citerne est ceinte d'un petit mur de clôture. En contrebas de celle-ci, côté mer, une terrasse culmine quelques dizaines de centimètres au-dessus du niveau de haute-mer et servait de plateforme d'avitaillement. Un mur de défense en maçonnerie complète le dispositif, qui était également utilisé comme quai d'accostage pour de petits bateaux. Des conduits en pierre taillée relient les deux éléments afin d'assurer le remplissage des barriques en contrebas.

## Galerie

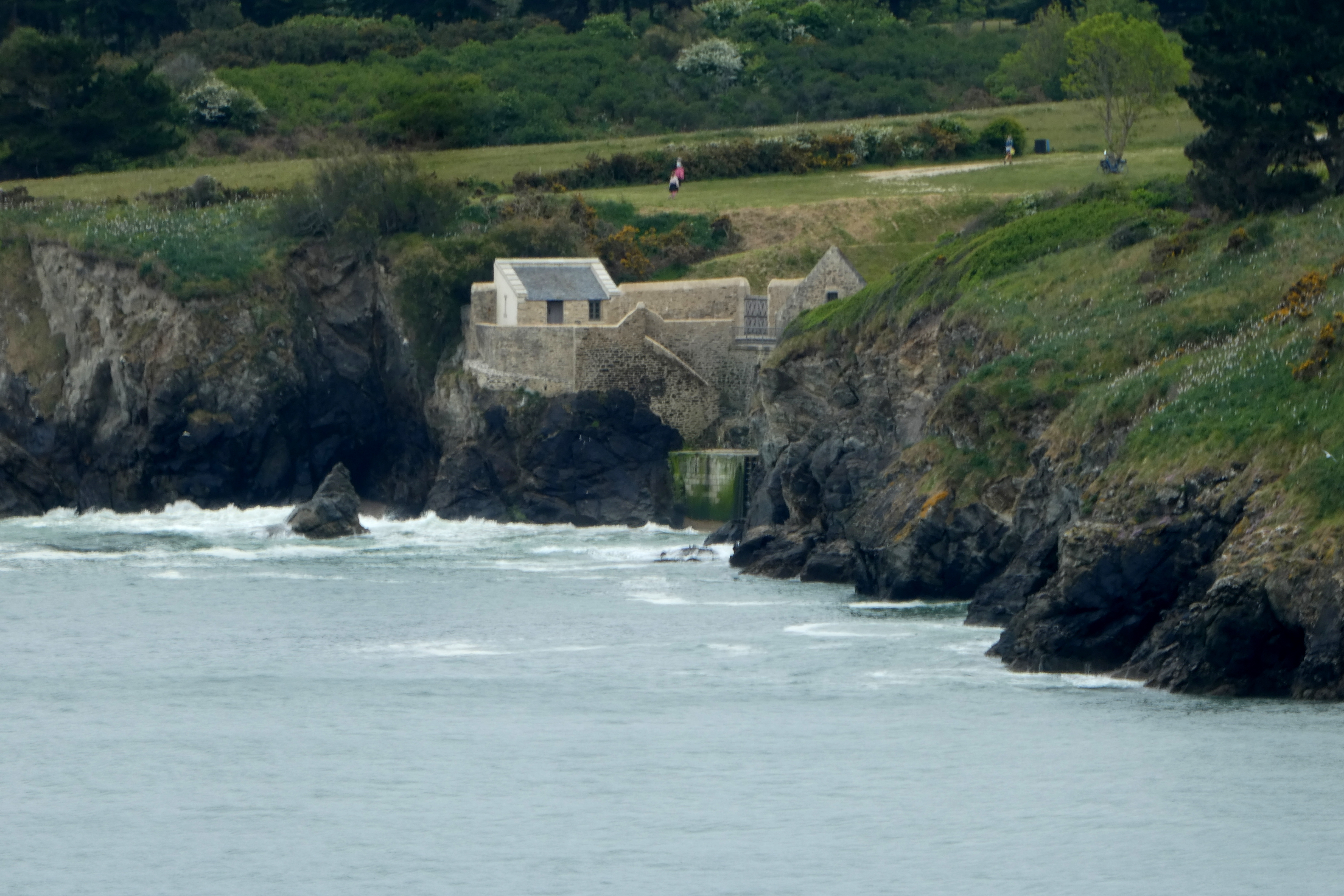
L'aiguade vue de la côte.
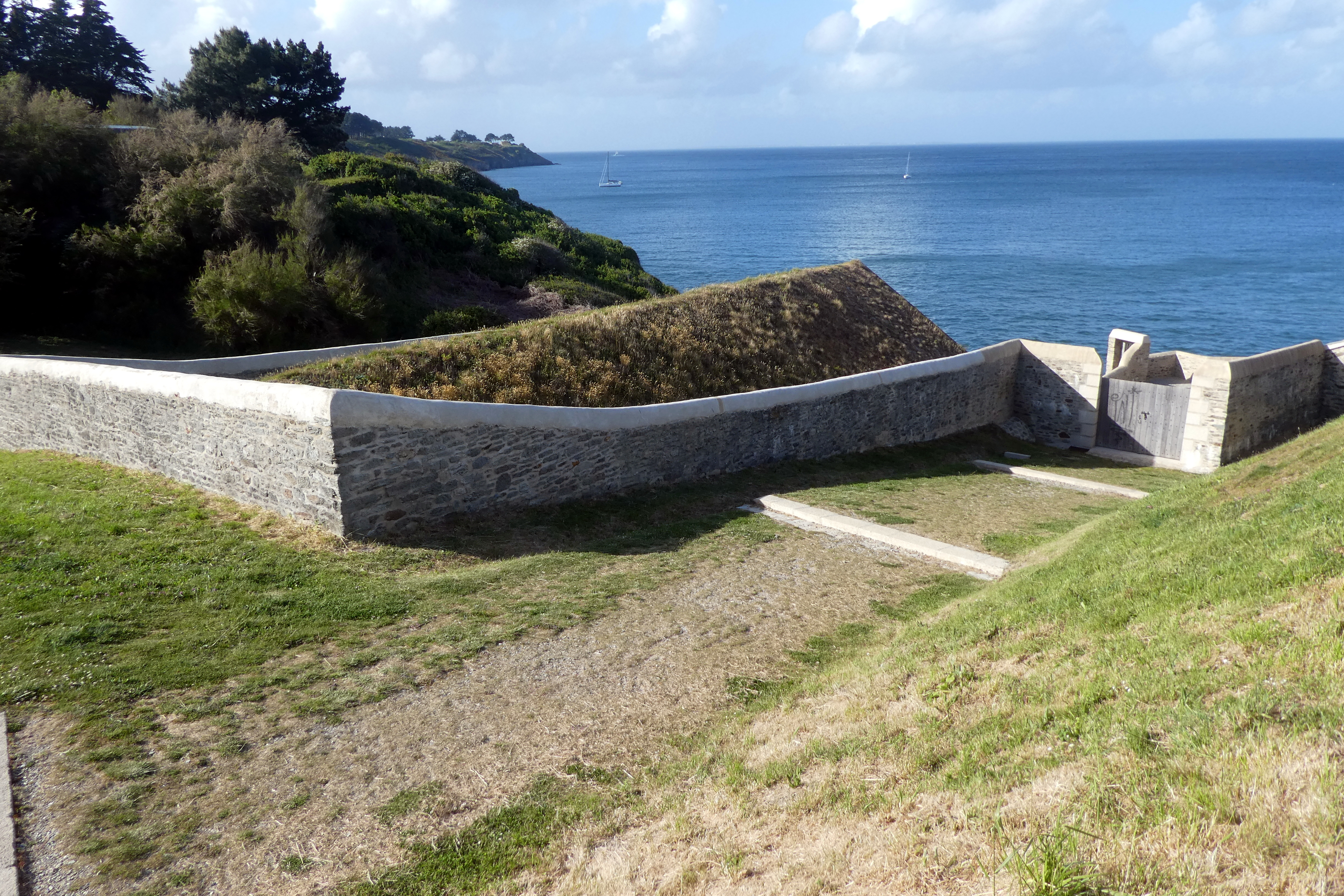
Vue depuis l'arrière.
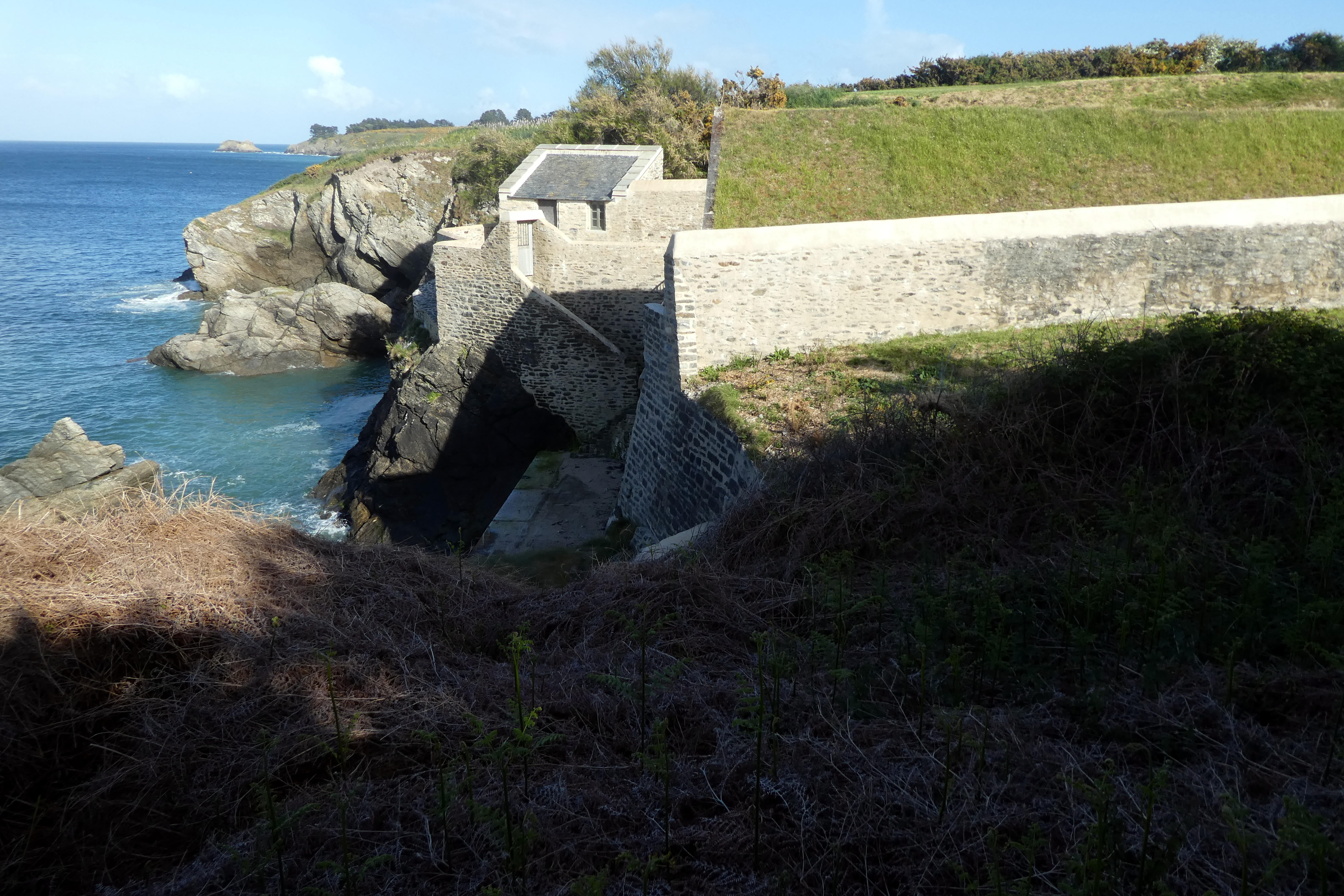
Vue de côté.
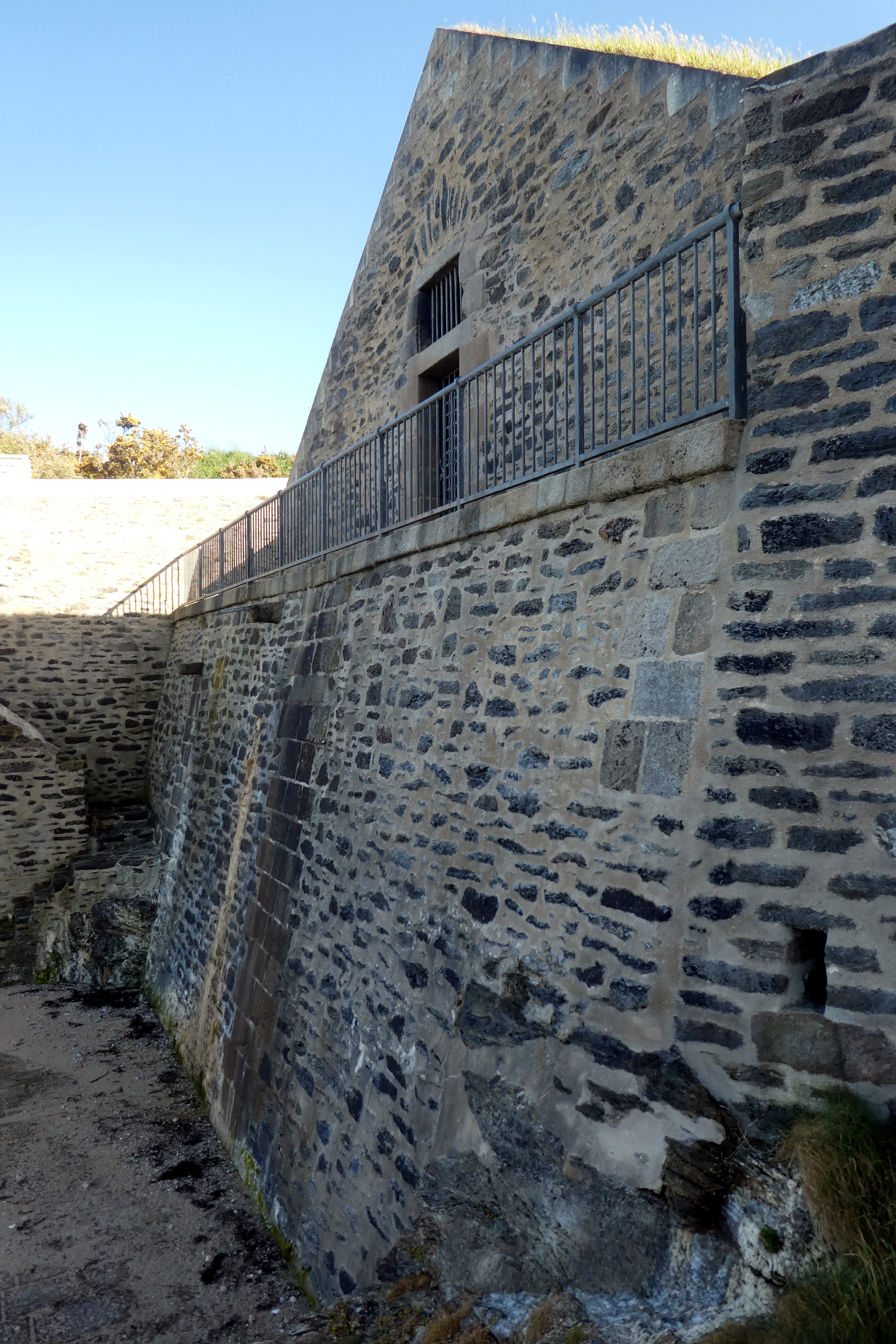
Mur côté mer.
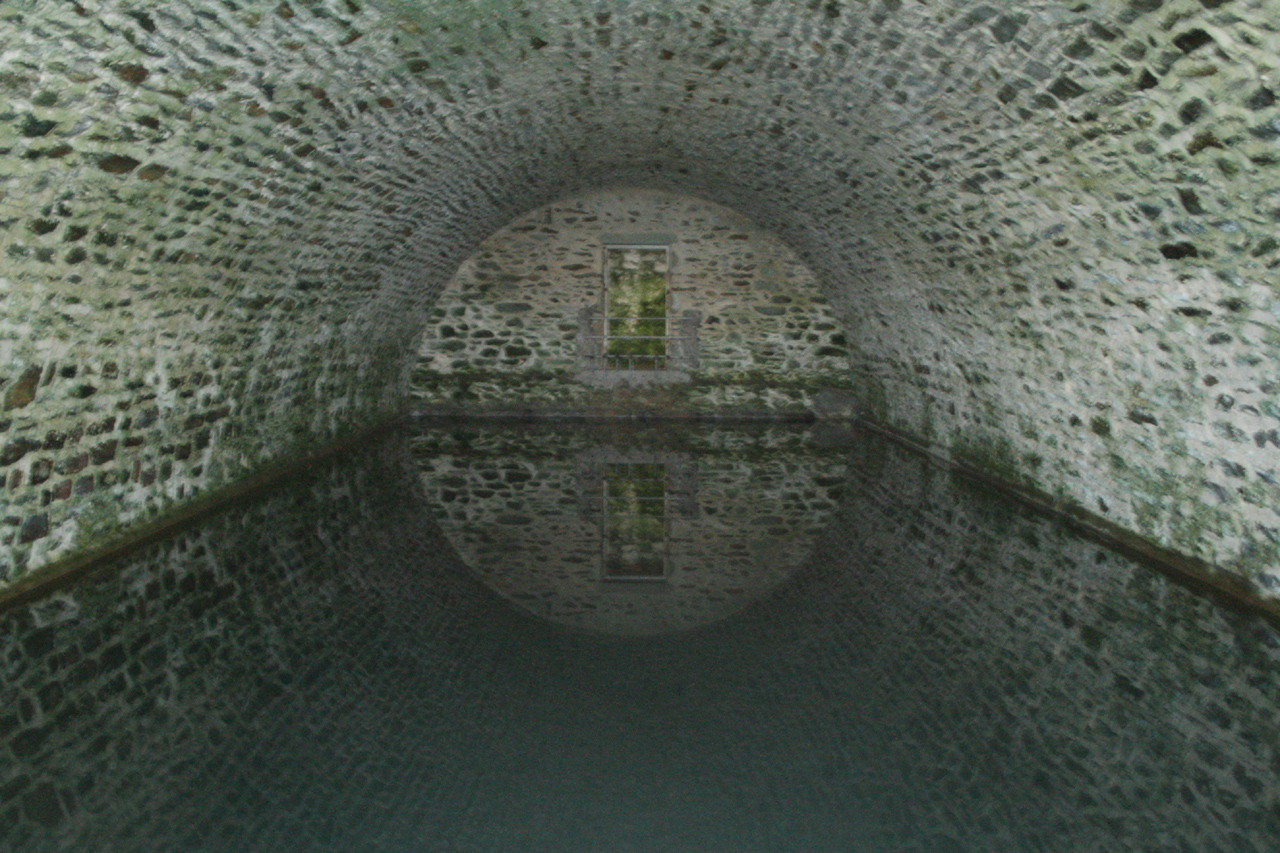
Le réservoir.